# Chiesa di San Lorenzo (Berzo Inferiore)
La chiesa di San Lorenzo è un luogo di culto cattolico di Berzo Inferiore, in provincia e diocesi di Brescia; è sussidiaria della parrocchiale di Santa Maria Nascente e fa parte della zona pastorale della Media Val Camonica.

## Storia
Secondo la tradizione fu edificata da Carlo Magno nell'ambito del Castello di Berzo, ed è costruita nel luogo di una struttura fortificata, di cui rimangono tratti di muratura lungo il sentiero ed integrati ai successivi edifici.
Citata in alcuni documenti del XIV secolo, essa subì una ristrutturazione nei primi decenni del XV così da apparire, al delegato del vescovo che la visitò del 1459, di recente ricostruita e riparata. Nel XVII secolo fu aggiunta sul lato nord la cappella del battistero e nel secolo scorso fu eliminata la loggia dei disciplini.
Svolse funzioni di parrocchiale fino al 1648 quando, ritenuta oramai scomoda, fu sostituita in tale ruolo dalla nuova chiesa di Santa Maria, collocata in paese.
Accanto alla chiesa sorgono due piccoli edifici: il Lazzaretto, o oratorio dei Disciplini, e la cappella di San Carlo Borromeo.

## Architettura

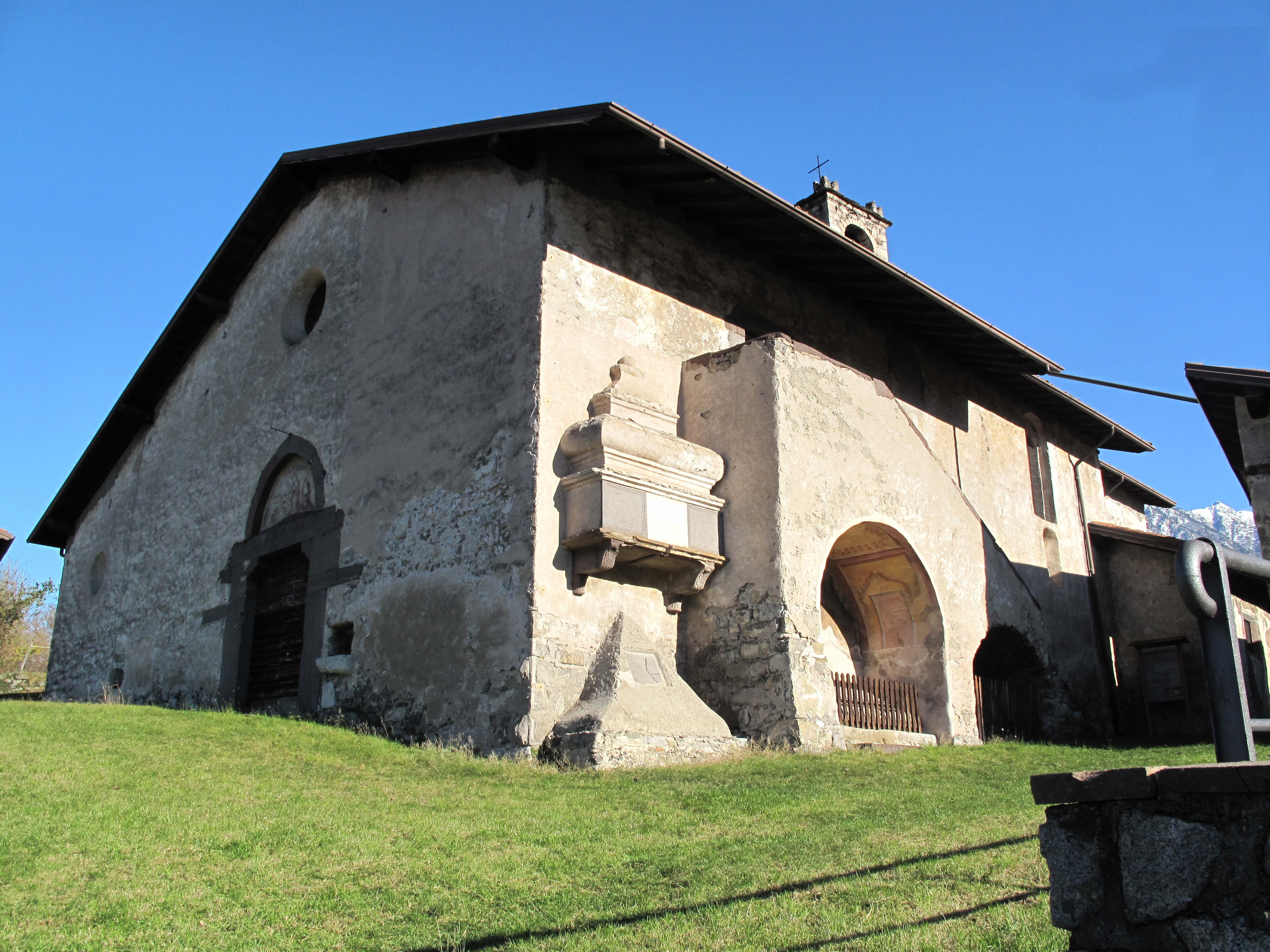
Lato Est

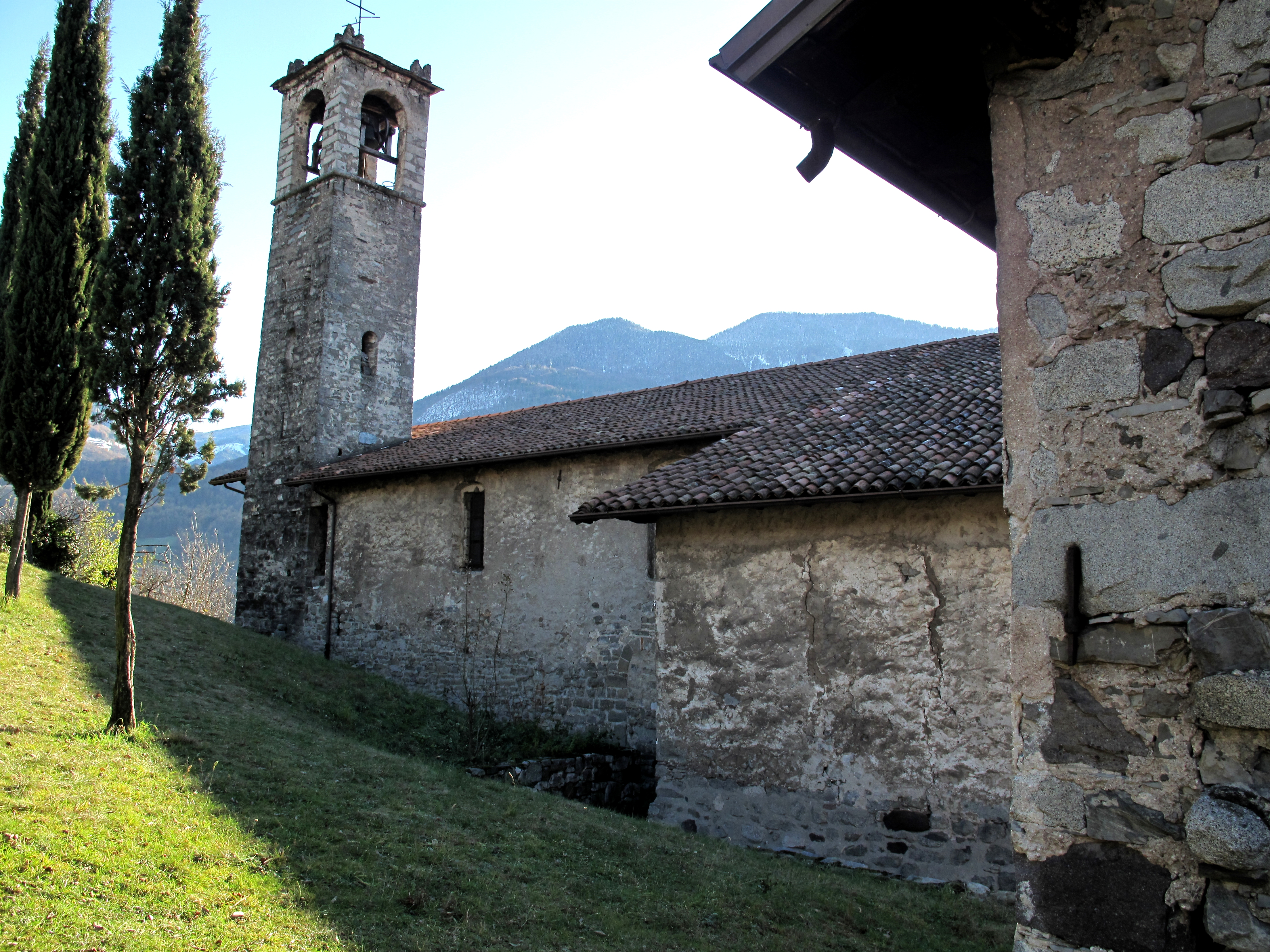
Lato Ovest

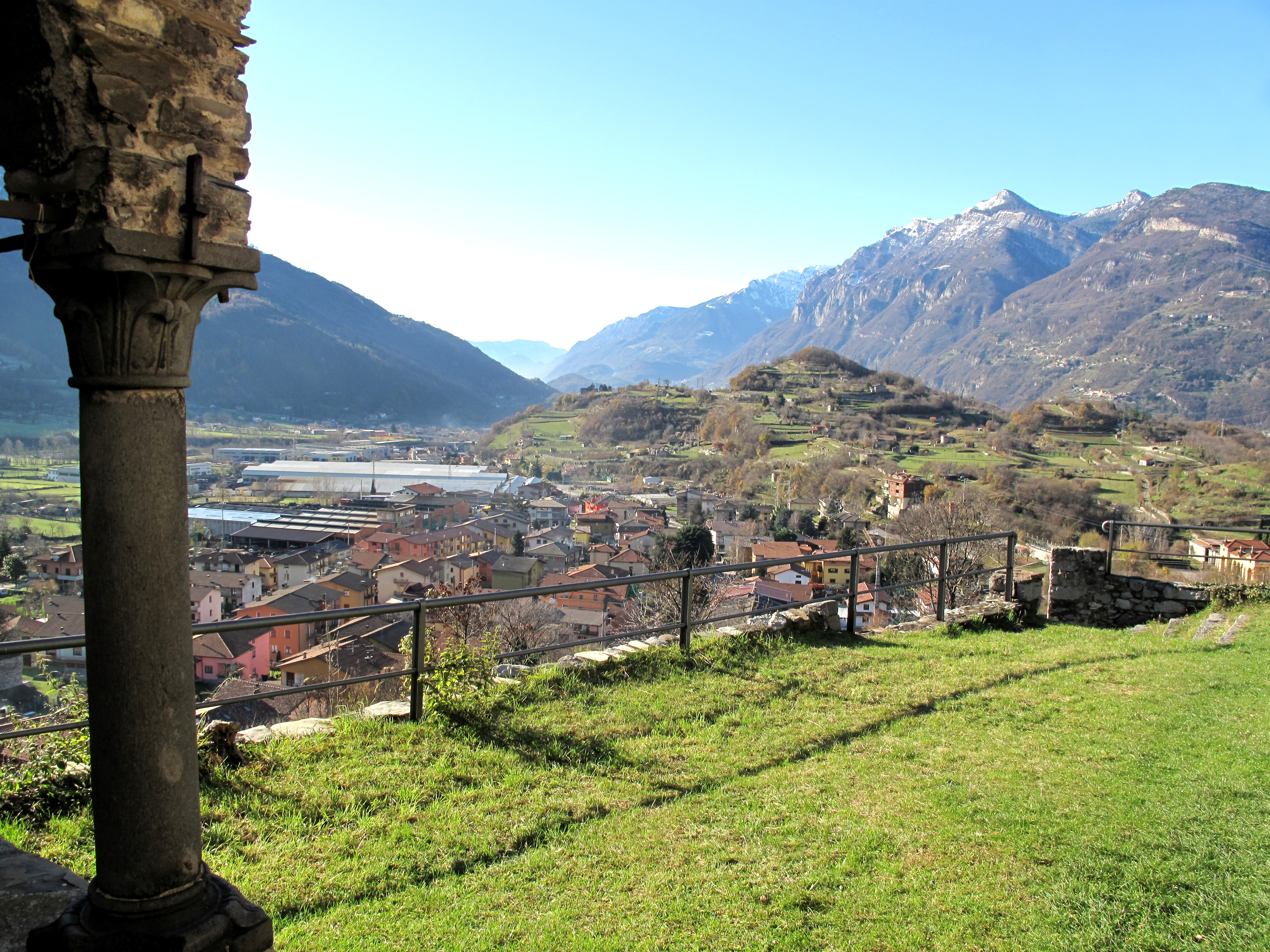
Vista della Valle verso Sud

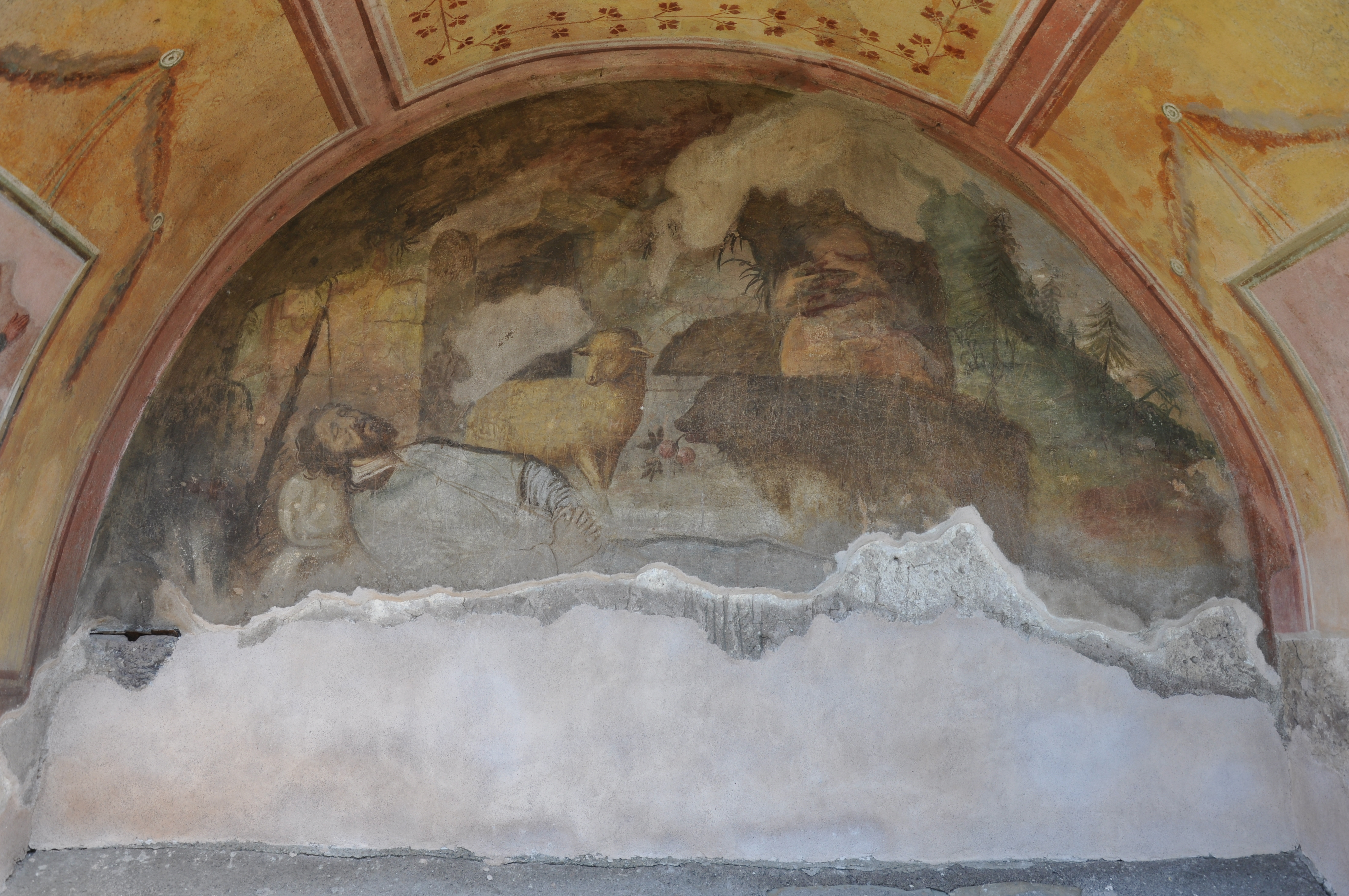
Affresco raffigurante la morte di San Glisente

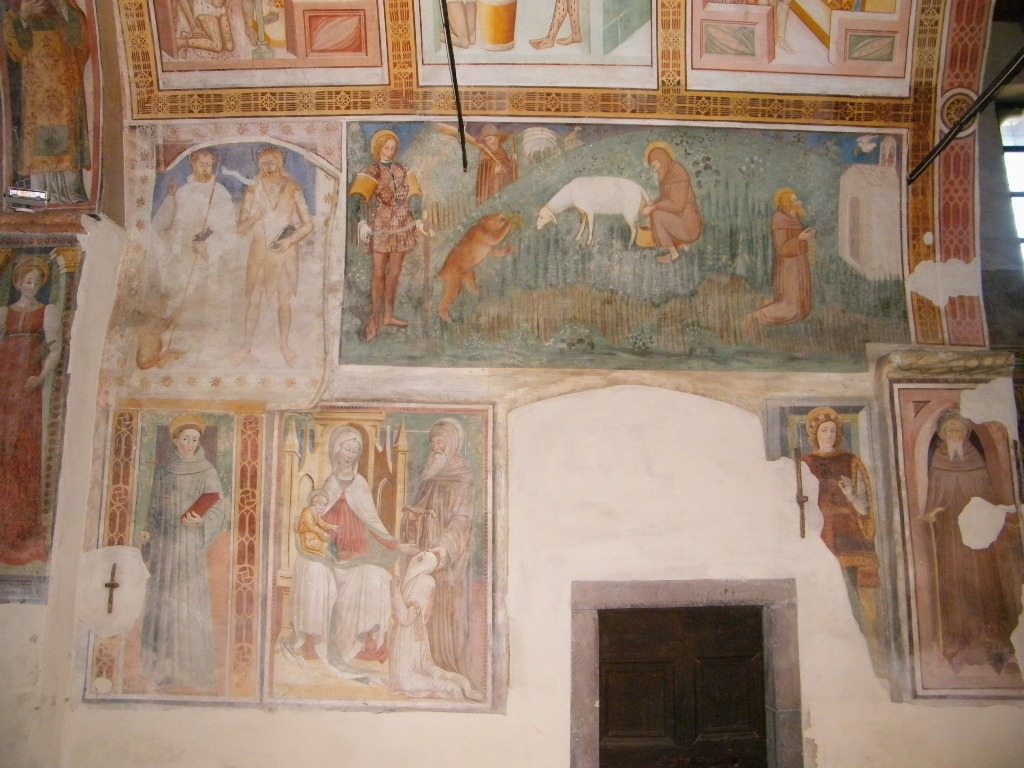
Affreschi del presbiterio sud

Nell'aspetto attuale la chiesa di San Lorenzo conserva in massima parte i caratteri quattrocenteschi.
Ha un'unica navata con copertura lignea sostenuta da archi acuti, ed il presbiterio formato da due ambienti comunicanti: l'anteriore con volta a botte acuta e il successivo con volta a crociera. La parte a botte risulta piuttosto sproporzionata e piccola rispetto alla navata, molto alta e ampia. Secondo la ricostruzione delle fasi evolutive dell'edificio fatta secondo i metodi dell'archeologia dell'architettura da P. Castelnovi nella tesi di laurea dedicata a questo monumento, la volta appartiene infatti alla conformazione trecentesca della chiesa, che aveva una navata di circa 1,8m più bassa dell'attuale. Questa struttura non venne ricostruita nella ristrutturazione Quattrocentesca probabilmente perché molto ampiamente affrescata, ma soprattutto per motivi statici in quanto si ammorsa al campanile romanico, che porta i segni di una rotazione verso la chiesa, probabilmente stabilizzata dalla volta stessa che vi appoggia. La porzione di presbiterio coperta a crociera è inoltre un'aggiunta della prima metà del Quattrocento.
Al presbiterio si accostano da un lato la sacrestia, dall'altro il campanile, come detto, in gran parte di stile romanico fatto salve per la cella campanaria aggiunta e rialzata nel Seicento sui resti di quella originale (il periodo della ristrutturazione del campanile è dedotto da Castelnovi per analogia costruttiva rispetto agli interventi di restauro del campanile dell'eremo di Bienno condotti nel 1655).
Sulla controfacciata si appoggiava una loggia, ora demolita, raggiungibile attraverso la scala in muratura esterna, sotto cui è ricavata la tomba che secondo la tradizione popolare appartiene a san Glisente.
A sinistra, in aggetto rispetto alla prima campata, vi è la "cappella del battistero", aggiunta all'inizio del XVII secolo; a destra, appoggiata alla parete della seconda campata, la cappella di San Rocco, Sebastiano e Fabiano, eretta dal Comune di Berzo come voto per la fine di una epidemia.
La facciata è a capanna, resa asimmetrica dalla presenza della cappella del battistero; vi si apre un portale in pietra simona, con lunetta contenente un affresco. Sull'architrave sono incisi una scritta dedicatoria, il monogramma di san Bernardino e la data del 1486.

## Affreschi

### Esterno
Sul prospetto principale, in alto a destra, si intravedono le tracce delle aureole e di un cartiglio, appartenuti ad un'enorme figura di San Cristoforo, quasi scomparso. San Cristoforo, protettore dei viandanti e dei disciplini, era dipinto in grandi dimensioni sull'esterno delle chiese, poiché si riteneva che la sua immagine, vista anche da lontano, preservasse per quel giorno dalla morte improvvisa.

### Interno
La chiesa presenta un ricco repertorio di affreschi attribuiti ad autori diversi (tra cui Girardo da Cemmo, Maestro di Berzo Inferiore) che vi lavorarono nel corso del XV secolo . A Giovan Pietro da Cemmo spetta la decorazione della cappella Comunale, datata al 1504 e dedicata ai santi Fabiano, Sebastiano e Rocco dopo una epidemia di peste. Vi sono raffigurati, oltre ai tre santi, alcuni episodi delle loro vite.
La volta del presbiterio è decorata con storie del santo titolare (san Lorenzo) per mano di un artista della prima metà del Quattrocento denominato dagli storici dell'arte Gheroldi e Marazzani "Maestro di Berzo Inferiore" di cui si conserva prezioso polittico al museo Bagatti Valsecchi a Milano. 
Nella parete laterale del presbiterio si trovano gli affreschi con la storia di san Glisente, secondo la leggenda un valoroso cavaliere al seguito di Carlo Magno che si sarebbe ritirato a vita eremitica sui monti di Berzo Inferiore; egli è inoltre ripetutamente raffigurato nella tradizionale iconografia del santo cavaliere. Sulla parete di fondo si trova una Crocifissione dove compaiono anche i santi Lorenzo e Glisente.
Gli affreschi di San Lorenzo presentano particolare interesse per la presenza, oltre alle consuete raffigurazioni di Gesù, della Madonna e dei santi, di molteplici riferimenti alla ritualità dei disciplini e alla devozione per san Glisente.

## Oratorio dei Disciplini
Il piccolo edificio, chiamato "Lazzaretto" poiché utilizzato come ospedale durante le epidemie, fu originariamente oratorio dei disciplini.
Contiene infatti la cappella dove i confratelli si riunivano, decorata, sulla parete di fondo, da un semplice affresco con una Flagellazione, cui assistono alcuni Disciplini inginocchiati.
L'oratorio fu ricavato, probabilmente nel XV secolo, ri-utilizzando il perimetro murario di una persistente struttura medioevale. Vi si aggiunse, verso il fianco della chiesa, il piccolo portico dove ancora si leggono le tracce di antichi affreschi quattrocenteschi e cinquecenteschi. A questo ciclo appartiene anche l'affresco della Deposizione di Giovanni Pietro da Cemmo, distaccato, restaurato ed esposto nella cappella del battistero entro la chiesa.

## Cappella di San Carlo
Costruita nel XVII secolo, si apre sui due lati contigui con archi poggianti su colonna con capitello. La parete di fondo, a cui si addossa un rozzo altare, reca tracce di affresco. Le due pareti cieche, secondo la ricostruzione di Castelnovi, sono resti di strutture del castello, probabilmente risalenti ad inizio del XIV secolo.